# Germano III de Constantinopla
Germano III de Constantinopla foi o patriarca grego ortodoxo de Constantinopla entre 1265 e 1266.

## Vida e obras
Arcebispo de Adrianópolis, Germano substituiu em 25 de maio de 1265 o patriarca Arsênio Autoriano, que fora deposto pelo imperador bizantino Miguel VIII Paleólogo. Ele foi eleito durante uma crise religiosa (o cisma arsenita) e foi forçado a abdicar em 14 de setembro de 1266 pelo futuro patriarca José I. Ele reassumiu suas funções em Adrianópolis depois disso.
No entanto, ele continuou a ser uma figura ativa na política bizantina. Pró-união com a Igreja Católica, ele fez parte da embaixada enviada por Miguel VIII ao Concílio de Lyon para reconhecer a União das Igrejas do papa Gregório X.
Germano morreu em 1289.